# Anthony Wirig
Anthony Wirig (ur. 3 lutego 1983 w Thionville) – francuski szachista, arcymistrz od 2011 roku.

## Kariera szachowa
Wielokrotnie reprezentował Francję na mistrzostwach świata i Europy juniorów w różnych kategoriach wiekowych. W 2002 r. zajął II m. (za Ołeksandrem Sułypą) w kołowym turnieju w Le Mans. W latach 2003–2007 czterokrotnie uczestniczył w drużynowych turniejach o Puchar Mitropa (ang. Mitropa Cup), w 2007 r. zdobywając wspólnie z francuskimi szachistami złote medale. W 2006 r. zwyciężył w otwartym turnieju w Nantes. W 2007 r. zajął I m. w Böblingen, natomiast na turniejach w Cappelle-la-Grande i Metz wypełnił dwie normy na tytuł arcymistrza. W 2008 r. zwyciężył w Winterthurze i podzielił II m. w Metz (za Andriejem Szczekaczewem, wspólnie z m.in. Kevinem Spraggettem i Władimirem Jepiszynem). W 2009 r. podzielił II m. w Le Roux (za Igorsem Rausisem, wspólnie z m.in. Alexandre Dgebuadze), natomiast w Antalyi zdobył srebrny medal indywidualnych mistrzostw państw śródziemnomorskich. W 2010 r. zajął II m. (za Pieterem Claesenem) w Roux, a w 2011 r. wypełnił trzecią arcymistrzowską normę, podczas rozegranych w Aix-les-Bains indywidualnych mistrzostwach Europy.
Najwyższy ranking w dotychczasowej karierze osiągnął 1 maja 2022 r., z wynikiem 2520 punktów zajmował wówczas 15. miejsce wśród francuskich szachistów.